# Wolfram Schneider

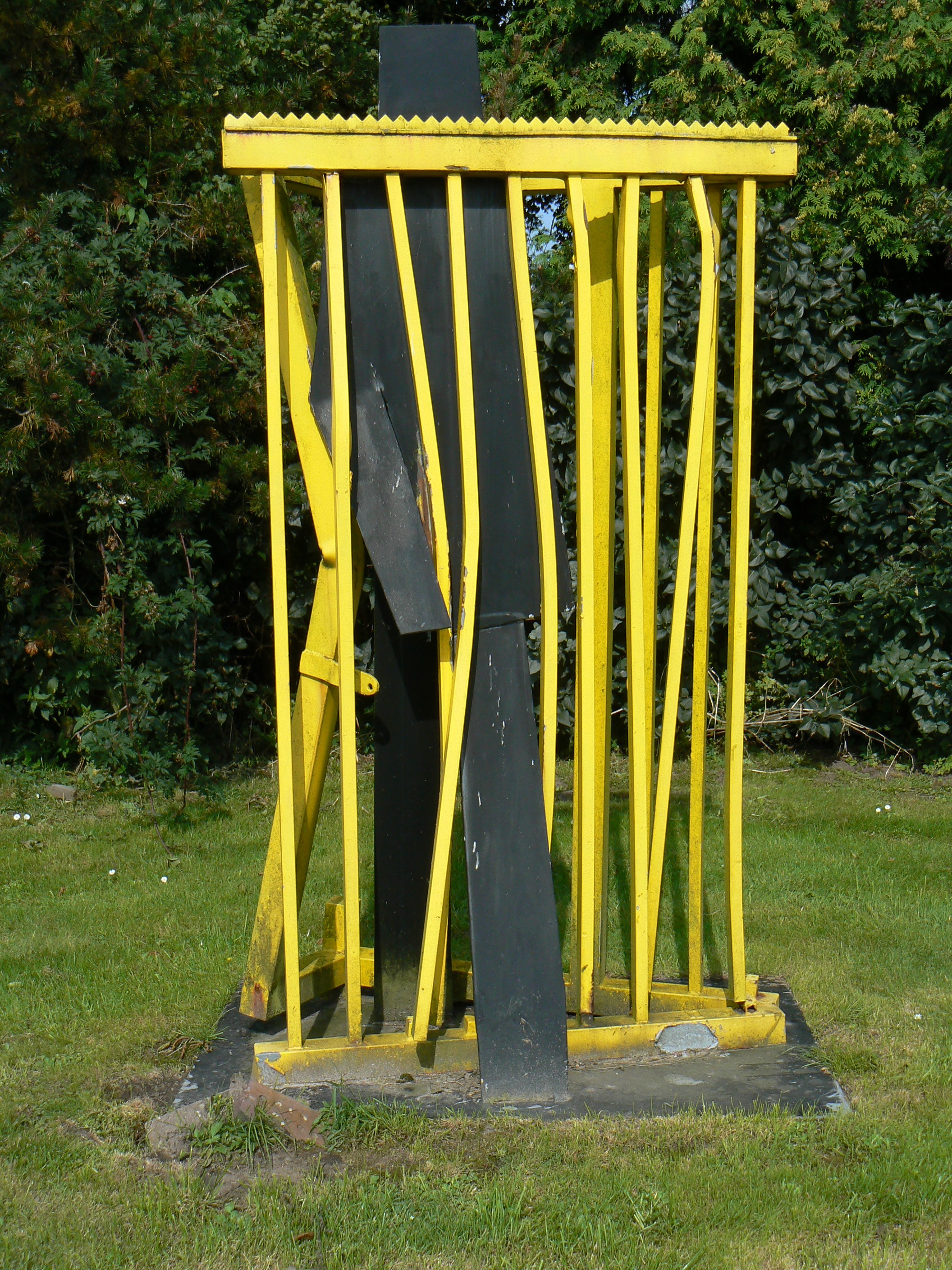
Mann im Tor (1990)

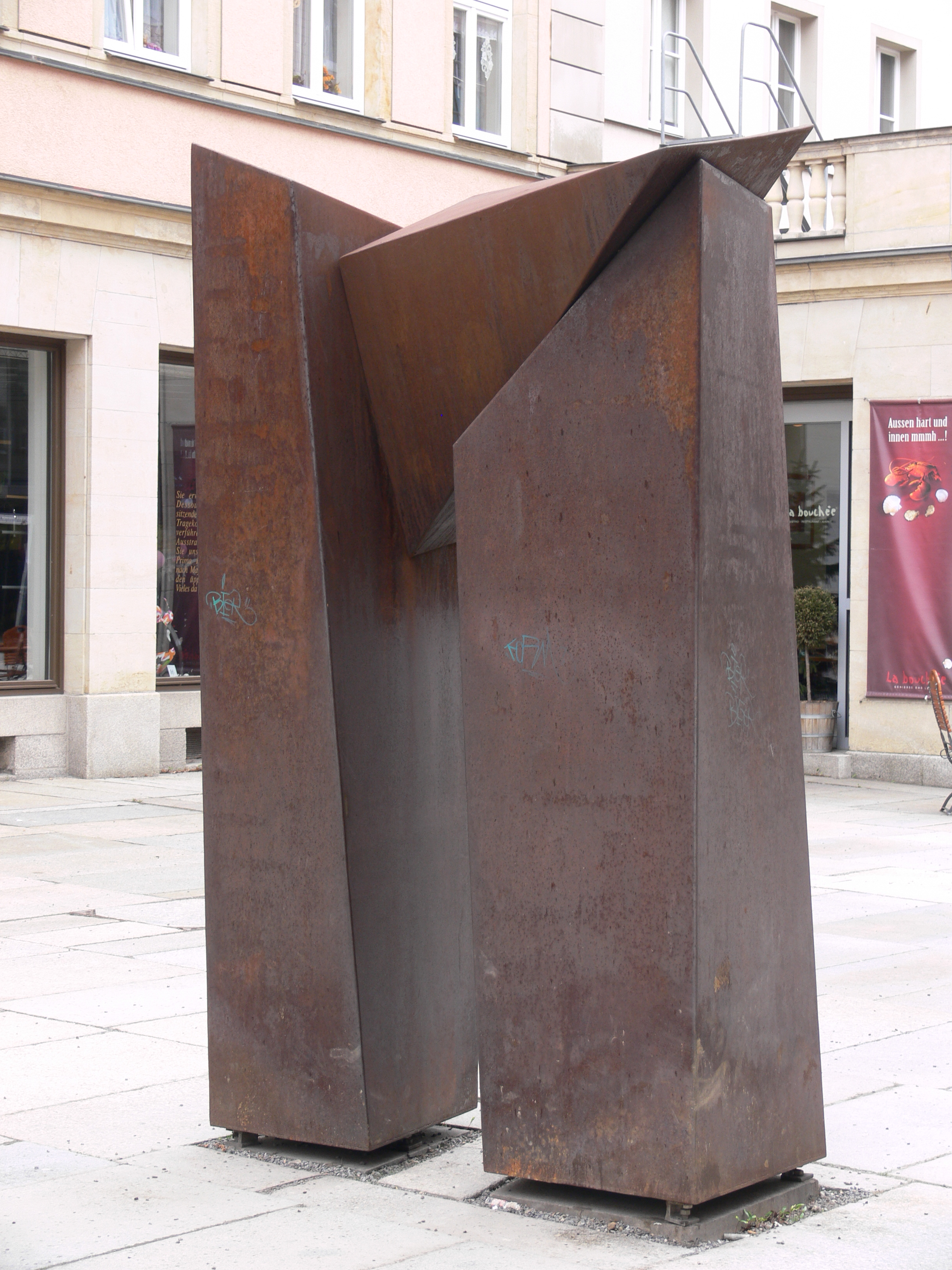
Sicile Tor (1999)

Wolfram Schneider (* 3. November 1942 in Meerane; † 21. Februar 2022) war ein deutscher Metallgestalter.

## Leben und Werk
Schneider absolvierte von 1959 bis 1962 eine Lehre als Feinmechaniker und arbeitete bis 1974 in seinem Beruf. Von 1974 bis 1979 war er im Kreiskabinett für Kulturarbeit Glauchau tätig. Von 1975 bis 1977 nahm er an einem Weiterbildungslehrgang für Kunsthandwerker an der Hochschule für industrielle Formgestaltung Halle – Burg Giebichenstein in Halle/Saale teil. Ab 1980 arbeitete er als freischaffender Metallgestalter in Kuhschnappel, wo er in der Ernst-Schneller-Straße 89 a wohnte. Er benutzte vor allem COR-TEN-Stahl.
Schneider war von 1982 bis 1990 Mitglied im Verband Bildender Künstler der DDR.

## Teilnahme an Symposien u. ä. für Metallgestalter
- 1980: Arbeitswochen für Metallgestalter bei der Künstlerischen Produktionsgenossenschaft Neu Form (KPG), Seidewinkel
- 1981, 1983 und 1987: Stahlgestalter-Symposien im VEB Chemieanlagenbau Staßfurt
- 1990: 3. Ostfriesisches Bildhauer-Symposion der Stahlbildhauer in Wittmund (mit Klaus Duschat, David Lee Thompson, Cornelia Weihe und Leonard Wübbena)

## Werke (Auswahl)
- 1983: Torsion (Edelstahl, montiert und geschliffen)[2]
- vor 1986: Verbundenheit (Stahlplastik, Magdeburg-Olvenstedt, vor dem vormaligen Hotel Magdeburger Hof)[3]
- 1989/90: Turn Pike – Großer Bogen, Sammlung Ludwig in Aachen

- 1990: Mann im Tor, Skulpturenweg der Kunstmeile der Stadt Wittmund in Wittmund
- 1991: Flexibilität, ehemaliger Thyssen-Verwaltungsstandort in Düsseldorf
- 1993: Doppelbogen variabel, Hartmannstraße in Chemnitz
- 1995: Spitzform
- 1997: Tor, Bundesverwaltungsgericht in Leipzig
- 1999: Avigent
- 1999: Sicile Tor, Klosterstraße bei der Jacobi-Kirche in Chemnitz
- 2004: Figur

## Ausstellungen (unvollständig)

### Einzelausstellungen
- 1980: Dresden, Kunstausstellung Kühl („Metallgestaltung“)
- 1993: Chemnitz, Galerie Oben; Berlin, Galerie Gunar Barthel; und Düsseldorf, Galerie Vömel („Stahlskulptur“)
- 1999/2000: Düsseldorf, Galerie Vömel („Stahl, Skulpturen, Grafik“)
- 2000: Chemnitz, Kunstsammlungen Chemnitz (”Skulpturen, Zeichnungen, Druckgrafik“)

### Ausstellungsbeteiligungen
- 1981: Karl-Marx-Stadt („Plastik im Freien“)

- 1981/1982 und 1986/1987: Halle/Saale, Staatliche Galerie Moritzburg („Metallgestaltung in der DDR“)
- 1982/1983 und 1987/1988: Dresden, IX. und X. Kunstausstellung der DDR
- 1985: Karl-Marx-Stadt, Bezirkskunstausstellung
- 1994: Düsseldorf, Kunstpalast Düsseldorf („Metaller. Stahlplastiker aus Ostdeutschland“)
- 1989: Berlin, Kongresshalle („Metallkunst aus der Deutschen Demokratischen Republik“)